# Reial Acadèmia de Bones Lletres de Barcelona
La Reial Acadèmia de Bones Lletres de Barcelona (RABLB) és una societat literària creada a Barcelona el 1729 per Segimon Comas i Vilar, Bernat Antoni de Boixadors, comte de Peralada i altres intel·lectuals barcelonins, preocupats pel trasllat de la Universitat de Barcelona a Cervera, l'ensenyament del jovent i la divulgació de la història de Catalunya. Pretenia ser la successora de l'Acadèmia dels Desconfiats, fundada el 1700 per Pau Ignasi de Dalmases i Ros, marquès de Villalonga, i que fou clausurada el 1714 a la fi de la Guerra de Successió. Des del 1917 la seva seu és al Palau Requesens, situat al carrer del Bisbe Caçador, 3, al barri Gòtic de Barcelona.

## Història

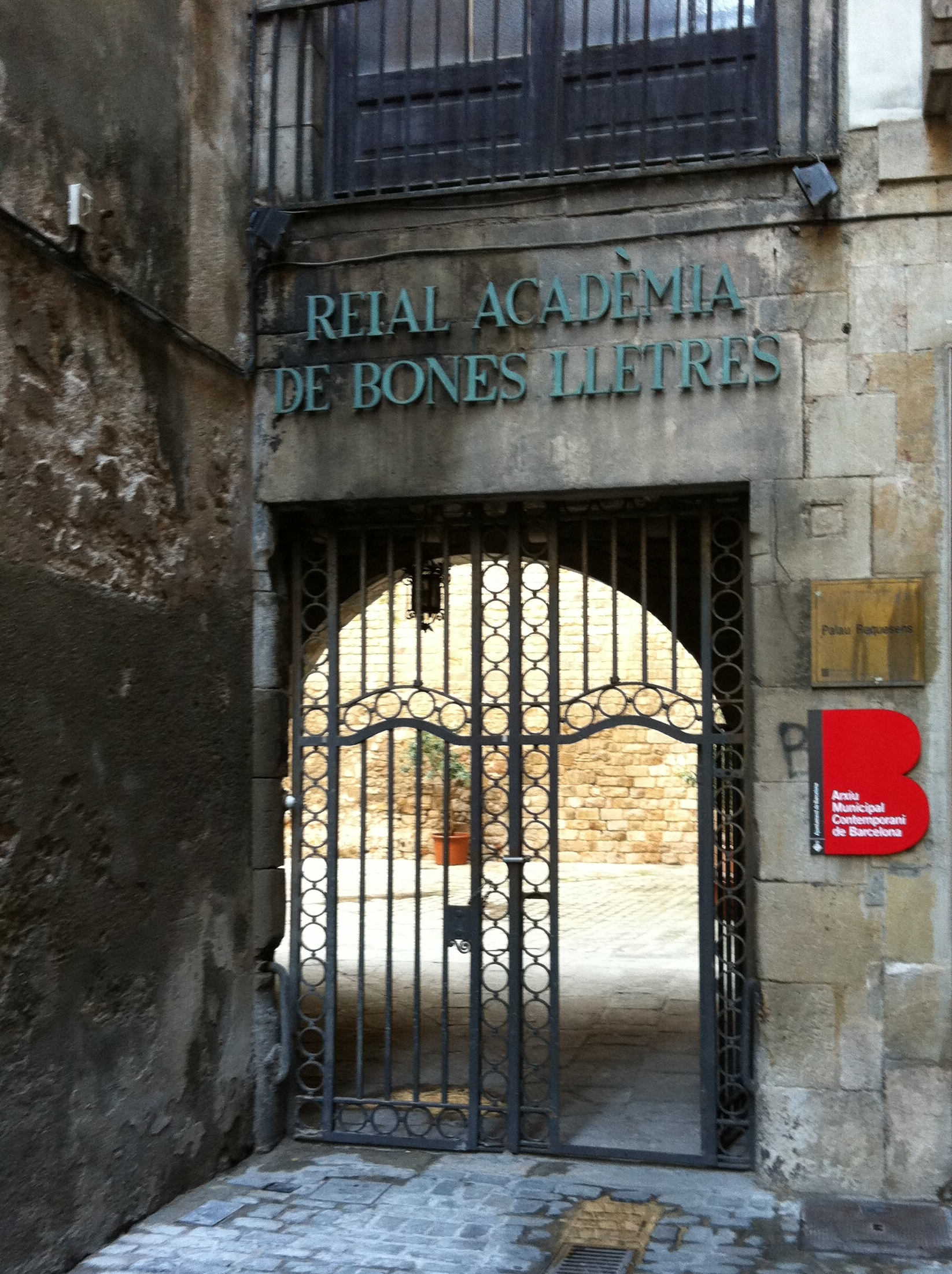
Entrada a l'Acadèmia

Va rebre el títol de Reial Acadèmia mercè el reial decret de 7 de gener de 1752 signat pel rei Ferran VI, i aprovà uns estatuts on l'objectiu de l'Acadèmia era l'estudi de la història de Catalunya i formar la joventut en filosofia i literatura. Es va plantejar la redacció d'una Història de Catalunya i un Diccionari de la Llengua Catalana, interromputs el 1807 amb la invasió de les tropes napoleòniques, període en què l'acadèmia fou clausurada (1808-1814). Els treballs es van continuar el 1814, però la incorporació del baró d'Eroles o Fèlix Torres i Amat de Palou no els ajudà a reeixir. Amb el Trienni Liberal iniciat el 1820 entraren nous acadèmics com Ramon Muns, Ignasi Santponç, Bonaventura Carles Aribau, Ramon López i Soler, Wenceslao Ayguals de Izco i Pròsper de Bofarull, els quals revitalitzaren l'entitat. Però la tornada de l'absolutisme més intransigent de Ferran VII feu que el 1824 es clausurés novament.
El 1833 va reobrir per iniciativa de l'Ajuntament de Barcelona per dedicar-se a l'ensenyament de diverses disciplines de lletres, ja que la ciutat encara no tenia universitat arran del càstig de 1714. Col·laborà activament en la reobertura de la Universitat de Barcelona el 1837 (el seu primer rector era membre de l'Acadèmia) creant fins a cinc càtedres ella mateixa. També lluità contra la destrucció de monuments artístics produïda arran de la desamortització. També va dur a terme tasques de regularització gramatical del català literari.
Va ser una de les institucions més dinàmiques culturalment a partir del 1850. Comptà entre els seus membres amb els noms més brillants de la Renaixença catalana: els filòsofs Ramon Martí d'Eixalà, Francesc Xavier Llorens i Barba, Josep Torras i Bages; els filòlegs i escriptors Joaquim Rubió i Ors, Manuel Milà i Fontanals, Marià Aguiló i Fuster, Josep Balari i Jovany, Josep Lluís Pons i Gallarza, Ramon Domènec Perés i Perés, Lluís Segalà i Estalella i Jacint Verdaguer. Des del 1871, i per iniciativa de l'ajuntament de Barcelona, s'hi exhibeixen la Galeria de Catalans Il·lustres, col·lecció de retrats de personalitats catalanes.
L'Acadèmia va practicar el bilingüisme durant tot el segle xix, amb un clar predomini del castellà. Tanmateix convocà, el 1841 i 1857, dos concursos poètics que van servir de llevat per a la reinstauració dels Jocs Florals. Pel que fa a la normativització, no va fer oficial la seva posició fins al 1884, amb la publicació de l'Ortografía de la lengua catalana de Josep Balari i Jovany, Adolf Blanch i Antoni Aulestia Pijoan, la qual no fou mai acceptada majoritàriament. L'Acadèmia va mantenir aquestes normes fins pràcticament els anys trenta del segle xx, gràcies a la tossuderia de Ramon Miquel i Planas i Francesc Matheu i Fornells.

## Junta de Govern
L'Acadèmia està formada per trenta membres, el més recent Margalida Tomàs i Vidal, ingressà el 2018. La Junta de Govern està formada per persones que tenen els càrrecs següents:
- President: Borja de Riquer i Permanyer
- Secretari : José Martínez Gázquez
- Conservadora: Lola Badia
- Tresorer: Josep Maria Sans i Travé
- Bibliotecari: José Enrique Ruiz-Domènec
- Vocals: Isabel Rodà de Llanza, Jordi Maluquer de Motes i Bernet, Tomàs de Montagut i Estragués, Sergio Vila-Sanjuán.

## Activitats
Disposa d'un important arxiu i d'una biblioteca amb més de 70.000 exemplars; la biblioteca de literatura i filologia de Martí de Riquer va ser donada pels seus hereus a l'Acadèmia (desembre de 2015); consta de més de 5.000 volums i milers de separates. des del 1901 publica el biennal Boletín de la Real Academia de Buenas Letras. Conté una important col·lecció de monedes emporitanes i catalanes medievals. L'Associació de Bibliòfils de Barcelona celebra regularment les seves sessions públiques a l'Acadèmia i la coral "Schola Cantorum de Barcelona" col·labora amb les seves actuacions, a la vida acadèmica.

## Presidents
L'Acadèmia ha tingut 36 presidents al llarg de la seva història, els més destacats dels quals han estat:
| - Bernat de Boxadors i Sureda, comte de Peralada (1734-1755) - Pròsper de Bofarull i Mascaró (1822-1834), (1837-1839) i (1843-1859) - Josep Melcior Prat (1835-1837) - Joaquim Rei i Esteve (1839-1842) - Manuel Milà i Fontanals (1861-1878) - Joaquim Rubió i Ors (1878-1889) - Gaietà Vidal i Valenciano (1889-1893) - Josep Balari i Jovany (1893-1901) - Francesc de Sales Maspons i Labrós (1901) - Manuel Duran i Bas (1901-1907) - Felip Bertran i d'Amat (1907-1911) | - Josep Pella i Forgas (1911-1918) - Francesc Carreras i Candi (1918-1931) i (1934-1937) - Eduard Toda i Güell (1931-1934) - Ferran Valls i Taberner (1937-1942) - Carles Sanllehy i Girona, marquès de Caldes de Montbui (1942-1954) - Ramon d'Abadal i de Vinyals (1954-1961) - Agustí Duran i Sanpere (1961-1963) - Martí de Riquer i Morera (1963-1996) - Eduard Ripoll i Perelló (1996-2006) - Pere Molas i Ribalta (2006-2018) - Borja de Riquer i Permanyer (2018-) |